# Petr Čornej
Petr Čornej (ur. 26 marca 1951 w Pradze) – czeski literaturoznawca i historyk, mediewista, specjalista w dziedzinie późnego średniowiecza i husytyzmu.

## Życiorys
W 1969 roku ukończył liceum ogólnokształcące w dzielnicy Praga 6, następnie studiował na Wydziale Filozoficznym Uniwersytetu Karola, który ukończył w 1974 roku. W 1975 roku uzyskał stopień doktora, a w 1986 roku kandydata nauk. W 1993 roku uzyskał habilitację na Uniwersytecie Masaryka.
Od 1974 roku pracował w Instytucie Literatury Czechosłowackiej Akademii Nauk, od 1991 roku wykładał historię Czech na Uniwersytecie Karola. W latach 1992–1997 był kierownikiem katedry historii i dydaktyki historii na Wydziale Pedagogicznym Uniwersytetu Karola. W 2001 roku pełnił funkcję zastępcy dyrektora Instytutu Literatury Czeskiej Akademii Nauk Republiki Czeskiej. Jest członkiem zwyczajnym Centrum Studiów Średniowiecznych Akademii Nauk Republiki Czeskiej. Przez pewien czas pracował jako profesor wizytujący na Uniwersytecie Warszawskim.

## Publikacje
Jest autorem wielu publikacji z zakresu historii i historiografii. Jego zainteresowania obejmują historię późnego średniowiecza oraz husytyzmu.
Wybrane publikacje
- Rozhled, názory a postoje husitské inteligence v zrcadle dějepisectví 15. století (Praga, 1986)
- Tajemství českých kronik. Cesty ke kořenům husitské tradice (Praga, 1987)
- Lipanská křižovatka. Příčiny, průběh a historický význam jedné bitvy (Praga, 1992)
- Lipanské ozvěny (Praga–Jinočany, 1995)
- Velké dějiny zemí Koruny české V. 1402–1437 (Praga–Litomyšl, 2000)
- Velké dějiny zemí Koruny české VI. 1437–1526 (Praga–Litomyšl, 2007)
- 30. 7. 1419 – první pražská defenestrace. Krvavá neděle uprostřed léta (Praga, 2010)
- Světla a stíny husitství. Události, osobnosti, texty, tradice. Výbor z úvah a studií (Praga, 2011)
- Jan Žižka. Život a doba husitského válečníka (2019)

## Odznaczenia i nagrody
- Nagroda Ministra Szkolnictwa, Młodzieży i Sportu Czech (1992)[2]
- Medal Uniwersytetu Karola (1998)[2]
- Nagroda Josefa Hlávki (2001)[2]
- Medal Za Zasługi I stopnia (2020)[4]
- Magnesia Litera Książka Roku (2020, za książkę Jan Žižka. Život a doba husitského válečníka)[5]